# Ada Mae Johnson
Ada Mae Johnson, född 27 mars 1977 i Aberdeen, Washington, USA, är en amerikansk skådespelerska inom pornografisk film, som medverkat i över 300 filmer sedan debuten 2000. Hon använder sig av artistnamnet Noname Jane. Tidigare kallade hon sig Violet Blue. Hon hävdar att hon började få sexuella erfarenheter från sju års ålder och att hon hade samlag för första gången när hon var 13, medan hennes föräldrar var ute och spelade bingo.
Johnson var tidigare hejarklacksledare. Hon har två barn med pojkvännen Dick Danger.